# Petróleos de Venezuela
Petróleos de Venezuela (PDVSA, Nederlands: "Aardolie van Venezuela" is de staatsoliemaatschappij van Venezuela. Het bedrijf heeft activiteiten in exploratie, productie, raffinage en de export van aardolie, alsmede de exploratie en productie van aardgas. Het is opgericht op 1 januari 1976 na de nationalisatie van de olie-industrie in het land. Alle aandelen zijn nog in handen van de overheid en het bedrijf is niet beursgenoteerd.

## Reserves en productie
Venezuela heeft de grootste oliereserves in de wereld. Per jaareinde 2020 werden ze getaxeerd op 304 miljard vaten ofwel 17,5% van het wereldwijde totaal. Saoedi-Arabië staat op de tweede plaats met een aandeel van 17,2%. Een groot deel van de reserves bestaat uit stroperige olie, vooral aangetroffen langs de rivier de Orinoco. Deze olie is minder eenvoudig winbaar dan conventionele olie. Met de bekende oliereserves kan het land het huidige productieniveau nog ruim 500 jaar volhouden.
In 2005 was de olieproductie 3,3 miljoen vaten per dag (vpd), maar in 2015 was dit gedaald naar 2,6 miljoen vpd. Door economisch wanbeheer is er onvoldoende geld beschikbaar om te investeren waardoor de productie daalt. Deze daling is na 2015 versterkt doorgezet en in 2020 lag de productie op 540.000 vpd. Voor de raffinage is een vergelijkbare trend zichtbaar. Werd in 2010 nog dagelijks bijna 1 miljoen vpd verwerkt, maar in 2019 was dit gedaald naar 123.000 vpd. De gasreserves zijn met 3% van het wereldtotaal een stuk kleiner, maar nog steeds aanzienlijk. De gasproductie is in de periode 2005 en 2017 redelijk stabiel gebleven en schommelde rond de 30-40 miljard m³ per jaar. In 2018 trad een forse daling op die zich in 2019 en 2020 voorzette. In 2020 werd zo'n 19 miljard m³ geproduceerd.
| Jaar      | 1960 | 1970 | 1980 | 1990 | 2000 | 2010 | 2015 | 2016 | 2017 | 2018 | 2019 | 2020 | 2021 |
| --------- | ---- | ---- | ---- | ---- | ---- | ---- | ---- | ---- | ---- | ---- | ---- | ---- | ---- |
| Venezuela | 2846 | 3708 | 2165 | 2135 | 2891 | 2683 | 2654 | 2373 | 2035 | 1510 | 1013 | 569  | 636  |

## Geschiedenis
Het bedrijf is opgericht op 1 januari 1976 na de nationalisatie van de olie-industrie in het land.
In september 1986 verkocht het Amerikaanse Southland de helft van de aandelen CITGO aan Petróleos de Venezuela. In 1990 kocht PVDSA de resterende aandelen en werd daarmee de enige eigenaar. Met deze transactie was CITGO verzekerd van de aanvoer van ruwe olie en Venezuela had een nieuw afzetkanaal in de Verenigde Staten. Mede door de sterke daling van de olieprijs vanaf 2015 is PVDSA in financiële problemen gekomen. Het bedrijf heeft een grote lening gekregen van het Russische Rosneft en in ruil heeft het 49,9% van de aandelen in CITGO als onderpand gegeven. Diverse Amerikaanse politici zien liever geen Russische aandeelhouders in Amerikaanse raffinaderijen.
In 1985 nam de eilandelijke overheid van Curaçao de Isla raffinaderij op Curaçao over van Shell. De bedrijfsvoering kwam in handen van Petróleos de Venezuela op basis van een langdurig leasecontract. Investeringen in de raffinaderij bleven achter waardoor vooral geproduceerd werd met oude installaties. De milieuproblematiek dat dit met zich meebracht leidde tot veel rechtszaken tegen de raffinaderij of tegen de overheid. Op 31 december 2019 liep het PDVSA-leasecontract af. Na het vertrek van PDVSA werd een jarenlange juridische strijd gevoerd tussen Curaçao en Venezuela. In december 2023 bereikten de twee uiteindelijk overeenstemming. Venezuela gaat gedurende tien jaar olie leveren met een totale tegenwaarde van US$ 450 miljoen waarmee de schuld van PVDSA wordt afgelost.
In januari 2019 hebben de Verenigde Staten sancties afgekondigd tegen PDVSA. De bankrekeningen van het bedrijf in de VS zijn bevroren en het is Amerikanen niet meer toegestaan zaken te doen met het bedrijf. De sancties zijn een strafmaatregel tegen het beleid van president Maduro. Olie is een belangrijke inkomstenbron van Venezuela en ruim 40% van alle olie-export gaat naar de VS. In 2016 werd US$ 19 miljard, van de totale omzet van US$ 42 miljard in dat jaar, gerealiseerd in de VS. In oktober 2023 werden de oliesancties tegen Venezuela verlicht. Er was een overeenkomst bereikt tussen de regering van Maduro en oppositiepartijen waarbij ze overeen kwamen om in de tweede helft van 2024 verkiezingen te houden, waarbij internationale waarnemers erop moeten toezien dat ze eerlijk verlopen. Door de versoepeling kan Venezuela weer zelf bepalen hoeveel olie het exporteert en naar welke partijen. De deal geldt in principe voor zes maanden.